# Libye aux Jeux olympiques d'été de 2008
 (avril 2023).
Si vous disposez d'ouvrages ou d'articles de référence ou si vous connaissez des sites web de qualité traitant du thème abordé ici, merci de compléter l'article en donnant les références utiles à sa vérifiabilité et en les liant à la section « Notes et références ».
La Libye participe aux Jeux olympiques d'été de 2008 à Pékin.

## Athlètes engagés

### Athlétisme
| Athlètes             | Discipline      | Résultat         |
| -------------------- | --------------- | ---------------- |
| Ali Mabrouk El Zaidi | Marathon hommes |                  |
| Ghada Ali            | 400 m femmes    | 50e (en 1:06.19) |